# Ettal
Ettal è un comune tedesco situato nel land della Baviera. Si trova in Alta Baviera, circa 10 km a nord/ovest di Garmisch-Partenkirchen e a sud/ovest di Oberammergau.
Nel suo territorio vi è la famosa abbazia di Ettal, un'abbazia benedettina della congregazione bavarese, fondata nel 1330 da Ludovico il Bavaro e che dal 1920 ha la dignità di basilica minore.

## Galleria d'immagini

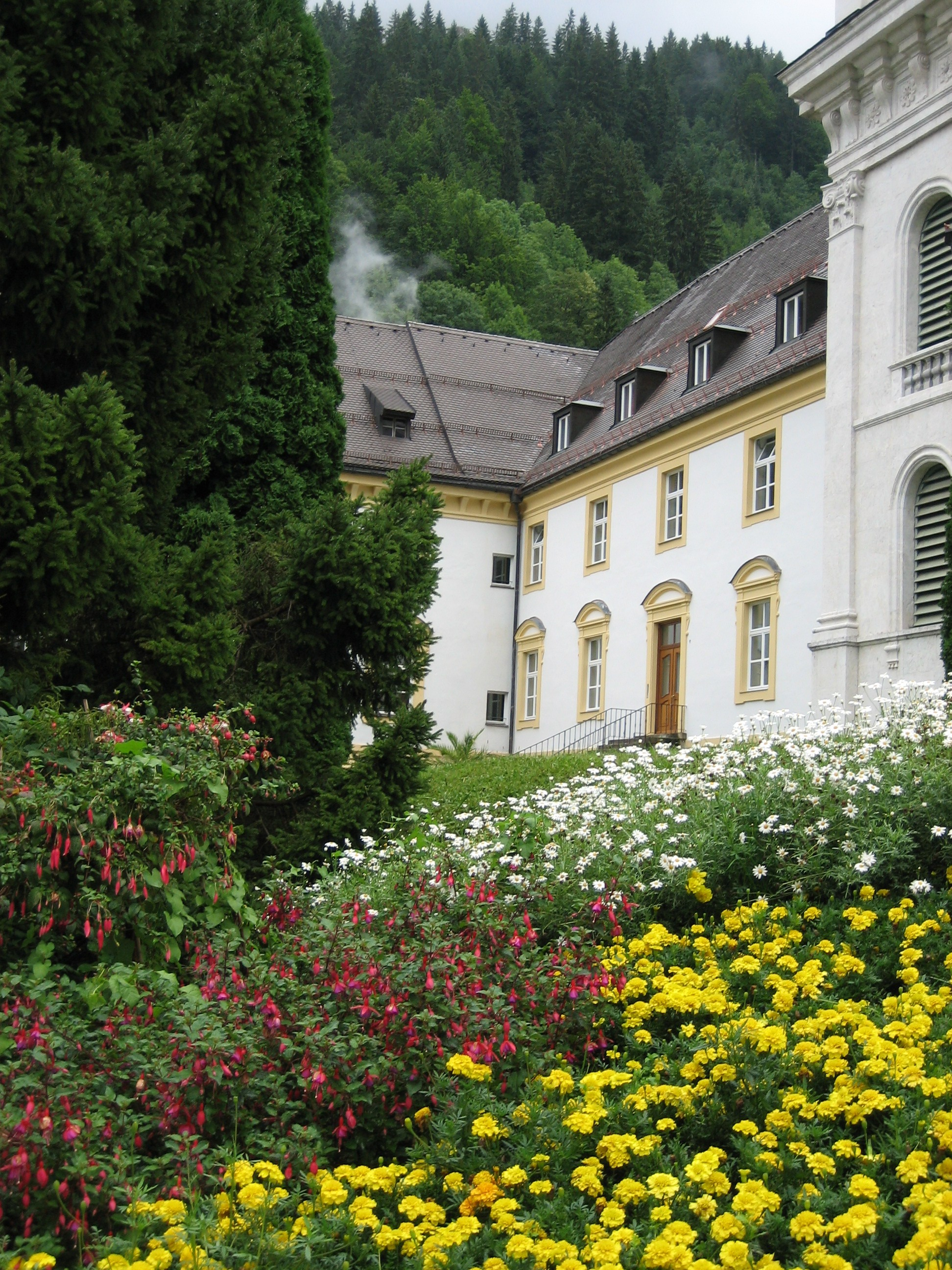
I giardini dell'Abbazia di Ettal
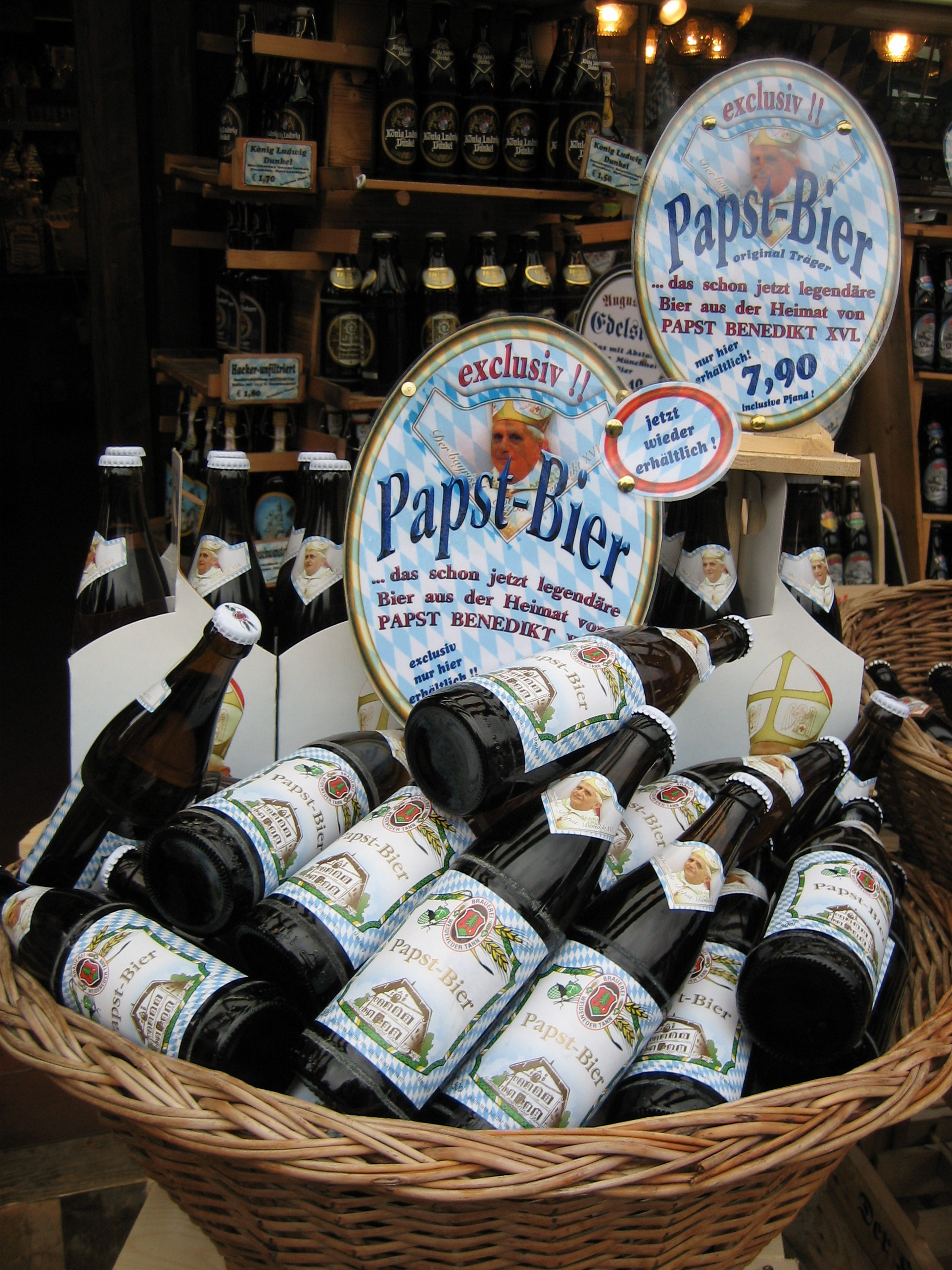
Di fronte all'abbazia di Ettal si vende la Papst-Bier, la birra di Papa Ratzinger